# Vanessa Barbara
Vanessa Barbara (São Paulo, 14 de juny del 1982) és una periodista, traductora i escriptora brasilera.
Va col·laborar amb la Piauí i el diari O Estado de São Paulo. Actualment escriu per al diari Folha de S. Paulo i per al International New York Times.
Va guanyar el Prêmio Jabuti en la categoria reportatge amb O livro amarelo do Terminal, publicat per Cosac Naify, sobre la vida quotidiana a la terminal d'autobusos de Tietê. La seva primera novel·la, O Verão do Chibo, fou escrita en col·laboració amb Emilio Fraia.
El 2012 va ser un dels autors seleccionats per a l'antologia Os melhores jovens escritores brasileiros, de la revista Granta. En el mateix any va escriure el guió del còmic A máquina de Goldberg, il·lustrat por Fido Nesti i publicat per la Companhia das Letras.
El 2012, va ser seleccionada com un dels 20 joves prometedors novel·listes brasilers per la revista literària Granta

## Obres
- 2008 - O Verão do Chibo (novel·la, amb Emilio Fraia) - Ed. Alfaguara
- 2009 - O livro amarelo do Terminal (reportatge) - Ed. Cosac Naify
- 2010 - Endrigo, O Escavador de Umbigos (infantil, amb Andrés Sandoval) - Ed. 34

- 2012 - A máquina de Goldberg (còmic, amb Fido Nesti) - Companhia das Letras
- 2013 - Noites de alface (novel·la) - Ed. Alfaguara[9]